# Bitwa pod Peluzjum (525 p.n.e.)
Bitwa pod Peluzjum – starcie zbrojne, które miało miejsce w maju 525 p.n.e. na Synaju.
W bitwie król perski Kambyzes II pokonał siły faraona egipskiego Psametycha III i zdobył Egipt. Po walce opór Persom przez dłuższy czas stawiało jedynie miasto Memfis.
Według Herodota faraon egipski stacjonował ze swoim wojskiem na peluzjańskim wybrzeżu Nilu i tam oczekiwał wśród wydm na siły Persów. Peluzjum było ważnym strategicznie miastem granicznym, kontrolującym handel pomiędzy Egiptem a Azją. W samym tylko mieście stacjonowało 5000 żołnierzy. Armia egipska składała się z około 30 tys. ludzi, w tym greckich i karyjskich najemników. Liczebność sił perskich była zbliżona.
Głównym powodem klęski Egipcjan była zdrada dowódcy wojsk Fanesa z Halikarnasu. Fanes dowodził greckimi najemnikami, a przed bitwą przeszedł na stronę Persów, przekazując Kambyzesowi cenne informacje wojskowe. Ponadto, według Poliajnosa, Persowie wypuścili przed swoimi wojskami święte dla Egipcjan zwierzęta (głównie koty), w celu zniechęcenia Egipcjan do ataku. Można uznać to za przykład wczesnej wojny psychologicznej, choć to działanie nieco odbiega od współczesnej definicji owego terminu. Twierdzenie Poliajnosa należy jednak traktować z dystansem, gdyż według niektórych współczesnych badaczy nie przejmował się on w swych pracach prawdą i dokładnością historyczną. Co istotne, Poliajnos spisał Podstępy wojenne w II w. n.e., a o opisanym przez niego wydarzeniu nie wspomina żyjący w V w. p.n.e. Herodot. Straty obu wojsk nie są znane.
Po upadku Memfis Psametych dostał się do perskiej niewoli, gdzie początkowo był dobrze traktowany, wkrótce jednak oskarżono go o spisek i zabito.

### Źródła starożytne
- Herodot: Dzieje (przekład S. Hammera), Warszawa, Czytelnik 2011, ISBN 978-83-07-03254-2.

### Literatura przedmiotu
- Dupuy, R. Ernest, and Trevor N. Dupuy. The Encyclopedia of Military History from 3500 B.C. to the present. New York1977.
- Fuller J.F.C., A Military History of the Western World, Volume One. N.P.: Minerva Press, 1954.
- Harbottle T., Dictionary of Battles. New York 1971.
- Olmstead A.T., Dzieje imperium perskiego, przekł. K. Wolicki, Warszawa 1974.
- Rogers K.M., The Cat and the Human Imagination: Feline Images from Bast to Garfield, Ann Arbor 2001.